# David McPartland
David McPartland (Albury, 11 settembre 1980) è un dirigente sportivo ed ex ciclista su strada australiano. Professionista dal 2004 al 2007, dal 2014 è direttore sportivo del Team BikeExchange.

## Palmarès

### Strada
- 2004 (Tenax, una vittoria)

2ª tappa Tour Down Under (Jacob's Creek > Kapunda)
- 2005 (Tenax, una vittoria)

3ª tappa Bay Cycling Classic (Geelong > Rochester)
- 2007 (Hadimec, due vittorie)

Rund um die Rigi-Gersau
2ª tappa Tour Alsace (Strasburgo > Bischoffsheim)

#### Altri successi
- 2002 (Dilettanti)

Classifica giovani Tour Down Under
Criterium The Childers

## Piazzamenti

### Classiche monumento
- Giro delle Fiandre

2006: ritirato
- Giro di Lombardia

2005: ritirato

### Competizioni mondiali
- Campionati del mondo

Verona 2004 - In linea Elite: ritirato